# Trio pour piano (Smyth)
 (septembre 2024).
Si vous disposez d'ouvrages ou d'articles de référence ou si vous connaissez des sites web de qualité traitant du thème abordé ici, merci de compléter l'article en donnant les références utiles à sa vérifiabilité et en les liant à la section « Notes et références ».
Le Trio pour piano en ré mineur est une œuvre de musique de chambre pour piano, violon et violoncelle de la compositrice britannique Ethel Smyth, écrite en 1884.

## Structure
L'œuvre comprend quatre mouvements :
1. Allegro ma non troppo
2. Andante
3. Scherzo ; Presto con brio
4. Allegro vivace